# Елизабет Мичъл
Елизабет Мичъл (на английски: Elizabeth Mitchell) е американска актриса, най-известна с ролята си на Джулиет Бърк в сериала „Изгубени“ и агентката на ФБР Ерика Еванс в „Посетителите“.
Мичъл е родена в Лос Анджелис, след това заедно със семейството си се мести в Далас през 1970, където завършва гимназия. Тя е най-възрастната от трите деца в семейството. Има две сестри Кристи и Кейт.
През 1991 се дипломира в Stephens College с бакалавърска степен по изкуства. След това работи шест години в Dallas Theater Center и шест години в Encore Theater.
Женена е за актьора Крис Солдевила. Имат един син – Кристофър-младши, роден на 4 септември 2005.

## Интересни факти
Мичъл чупи носа си при снимките на „Frequency“ през 2000 г.
Уволнена е от телевизионната сапунка 'Loving' заради постоянните ѝ опити да промени сценария.
Пристрастена е към шотландския акцент и лудо влюбена в ирландския след участието си в Man and boy
Не е от личностите, които понасят славата.
Тренирала е бойни техники, в които е много добра.
Висока е 175 см.

## Филмография
| Филм             | Година      | Изиграна роля    |
| ---------------- | ----------- | ---------------- |
|                  |             |                  |
|                  |             |                  |
|                  |             |                  |
|                  |             |                  |
|                  |             |                  |
|                  | 2006 – 2010 |                  |
| Посетителите     | 2009 – 2011 | Ерика Еванс      |
| Революция        | 2012 – 2014 | Рейчъл Матисън   |
| Имало едно време | 2014        | Снежната кралица |

- Loving (телевизионен сериал) (1994 – 1995) Диана Лий
- Военна прокуратура (1997) (телевизионен сериал) лейтенант Сандра Гилбърт
- Gia (1998) Линда
- Molly (1999) as Бевърли Трехър
- Frequency (2000) Джулия Съливън
- The Linda McCartney Story (2000) Линда МакКартни
- Сестра Бети (2000) Клоуи Дженсън
- Спешно отделение (2000 – 2001) др. Ким Легспи
- Договор за Дядо Коледа 2 (2002) Директор Карол Нюмън
- Закон и ред: Специални разследвания (2003) (телевизионен сериал) Андрея Браун
- От местопрестъплението (2003) (телевизионен сериал) Мелиса Уинтърс
- The Lyon's Den (2003) (телевизонен сериал) Ариел Сакстън
- Адвокатите от Бостън (2004) (телевизионен сериал) Кристин Паули
- The Dale Earnhardt Story (2004) Тереза Ернхард
- Д-р Хаус (2004) (телевизионен сериал) Сестра Мери Аугостин
- Бягащ до смърт (2005) Едел
- Договор за Дядо Коледа 3: Избягалият Дядо Коледа (2006) Госпожа Коледа
- Изгубени (телевизионен сериал) (2006 – 2010) Джулиет Бърк
- Посетителите (телевизионен сериал) (2009 – 2011) Ерика Еванс
- Революция (телевизионен сериал) (2012 – 2014) Рейчъл Матисън
- Имало едно време (телевизионен сериал) (2014) Снежната кралица